# Площадь Конотопской битвы
Площадь Конотопской битвы (до 2022 года — Волгогра́дская пло́щадь) — площадь в Киеве, находится в Деснянском районе, в Лесном жилом массиве. Расположена на пересечении улиц Шолом-Алейхема и Милютенко.

## История
Возникла в 1960-х годах как площадь без названия. В 1969—2022 годы называлась Волгоградская площадь — в честь города Волгограда.
В процессе дерусификации городских объектов, 8 сентября 2022 года площадь получила современное название — в честь Конотопской битвы.

## Транспорт
- Автобус 33
- Маршрутное такси 191, 241, 498, 544
- станция метро «Черниговская» (1,75 км)
- станция метро «Лесная» (1,75 км)